# Abderrazak Bounour
Abderrazak Bounour, född 11 januari 1957, är en algerisk friidrottare. Han deltog vid olympiska sommarspelen 1984.